# Pierre Benoit
Pierre Benoit, född 16 juli 1886 i Albi, död 3 mars 1962 i Ciboure, var en fransk författare.
Han debuterade som lyriker, men vann sin stora popularitet som författare av äventyrsromaner. Han övergick senare till psykologiska romaner.
Benoit var medlem av Franska akademien från 1931.